# The Limits of Control
The Limits of Control (no Brasil, Os Limites do Controle; em Portugal, Os Limites do Controlo) é um filme americano de 2009 escrito e dirigido por Jim Jarmusch, estrelado por Isaach de Bankolé interpretando um assassino solitário, realizando um trabalho na Espanha. As filmagens começaram em fevereiro de 2008 e foram realizadas em Madri, Sevilha e Almeria, Espanha. O filme foi distribuído pela Focus Features. Ele recebeu críticas mistas e, em 17 de maio de 2020, tem uma classificação de 42% no agregador de críticas Rotten Tomatoes, sendo criticado por seu ritmo lento e diálogo inacessível e elogiado pela sua bela cinematografia e seu escopo ambicioso.

## Enredo
Em um aeroporto, Lone Man (Isaach de Bankolé) está sendo instruído em sua missão por Creole (Alex Descas). A missão em si não é clara e as instruções são enigmáticas, incluindo frases como "Tudo é subjetivo", "O universo não tem centro nem arestas; a realidade é arbitrária" e "Use sua imaginação e suas habilidades". Após a reunião no aeroporto, ele viaja para Madri e depois para Sevilha, encontrando várias pessoas em cafés e trens ao longo do caminho.
Cada encontro tem o mesmo padrão: ele pede dois expresso em um café e espera, seu contato chega e em espanhol pergunta: "Você não fala espanhol, certo?" de diferentes maneiras, às quais ele responde: "Não". Os contatos informam sobre seus interesses individuais, como moléculas, arte ou filme, e os dois trocam caixas de fósforos. Um código escrito em um pequeno pedaço de papel está dentro de cada caixa de fósforos, que Lone Man lê e depois come. Essas mensagens codificadas o levam ao próximo encontro.
Ele encontra repetidamente uma mulher (Paz de la Huerta) que sempre está completamente nua ou usando apenas uma capa de chuva transparente. Ela o convida a fazer sexo com ela, mas ele recusa, afirmando que nunca faz sexo enquanto trabalha. Uma frase que Creole, o homem no aeroporto, diz a ele é repetido ao longo do filme: "Quem pensa que é maior que o resto deve ir ao cemitério. Lá ele verá o que realmente é a vida: um punhado de terra ". Esta frase é cantada em uma canção de flamenco em um clube de Sevilha, em um ponto de sua jornada.
Em Almeria, ele recebe uma carona em uma caminhonete - conduzida por um companheiro do Mexican (Gael García Bernal) - no qual são pintadas as palavras La vida no vale nada ('a vida não vale nada'), frase que Guitar (John Hurt) diz a ele em Sevilha, e ele é levado ao deserto de Tabernas. Existe um complexo fortificado e fortemente vigiado. Depois de observar o complexo de longe, ele de alguma forma penetra em suas defesas e aguarda seu alvo dentro do escritório do alvo. O alvo (Bill Murray) pergunta como ele entrou e responde: "Usei minha imaginação". Após o assassinato com uma corda de violão, ele volta para Madri, onde guarda o traje que vestiu durante todo o filme e veste um traje de banho com a bandeira nacional de Camarões. Antes de sair da estação de trem para uma calçada lotada, ele joga fora sua última caixa de fósforos.

## Elenco
- Isaach de Bankolé como Lone Man
- Bill Murray como American
- Tilda Swinton como Blonde
- Gael García Bernal como Mexican
- Hiam Abbass como Driver
- Paz de la Huerta como Nude
- Alex Descas como Creole
- John Hurt como Guitar
- Youki Kudoh como Molecules
- Jean-François Stévenin como French
- Óscar Jaenada como The Waiter
- Luis Tosar como Violin

## Trilha sonora
| N.º | Título                                                           | Artista                                      | Duração |  |
| 1.  | "Intro"                                                          | Bad Rabbit                                   | 0:13    |  |
| 2.  | "Fuzzy Reactor"                                                  | Boris com Michio Kurihara                    | 3:42    |  |
| 3.  | "Saeta"                                                          | La Macarena                                  | 2:17    |  |
| 4.  | "Sea Green Sea"                                                  | Bad Rabbit                                   | 4:11    |  |
| 5.  | "Feedbacker" (TLOC Edit)                                         | Boris                                        | 3:32    |  |
| 6.  | "Por Compasión: Malagueñas"                                      | Manuel el Sevillano                          | 2:03    |  |
| 7.  | "Farewell"                                                       | Boris                                        | 7:29    |  |
| 8.  | "N.L.T."                                                         | Sunn O))) & Boris                            | 3:46    |  |
| 9.  | "El Que Se Tenga Por Grande"                                     | Carmen Linares                               | 3:21    |  |
| 10. | "Dawn"                                                           | Bad Rabbit                                   | 1:41    |  |
| 11. | "You on the Run"                                                 | The Black Angels                             | 4:50    |  |
| 12. | "Omens and Portents 1: The Driver" (TLOC Edit)                   | Earth e Bill Frisell                         | 2:44    |  |
| 13. | "El Que Se Tenga Por Grande"                                     | Talegón de Córdoba & Jorge Rodríguez Padilla | 3:54    |  |
| 14. | "Blood Swamp" (TLOC Edit)                                        | Sunn O))) & Boris                            | 4:33    |  |
| 15. | "Schubert, Adágio de Quinteto de Cordas em C, D.956" (TLOC Edit) | Ensemble Villa Musica                        | 5:16    |  |
| 16. | "Daft Punk Is Playing at My House"                               | LCD Soundsystem                              | 5:15    |  |
| 17. | Sem título (TLOC Edit)                                           | Boris                                        | 1:04    |  |